# Фондакаро, Фил
Фил Фондакаро (англ. Phil Fondacaro; род. 8 ноября 1958, Новый Орлеан, Луизиана) — американский актёр кино и телевидения. Всегда играет специфические роли, поскольку его рост составляет всего 107 сантиметров.

## Биография
Фил Фондакаро родился 8 ноября 1958 года в Новом Орлеане. Страдает карликовостью. Начал актёрскую карьеру в возрасте 23 лет. Жена — Елена Бертаньолли, которая являлась менеджером другого актёра-карлика — Верна Тройера. Брат — Сэл Фондакаро (род. 1952), также актёр, хотя и гораздо менее известный, чем Фил.

## Избранная фильмография

### Широкий экран
- 1981 — Под радугой[англ.] / Under the Rainbow — гость в гостинице «Радуга»
- 1983 — Именно так зло и приходит / Something Wicked This Way Comes — демонический клоун (в титрах не указан)
- 1983 — Звёздные войны. Эпизод VI: Возвращение джедая / Return of the Jedi — один из эвоков
- 1984 — Повелитель темницы[англ.] / The Dungeonmaster — человек из Каменного Каньона (в разделе «Гигант Каменного Каньона»)
- 1986 — Тролль / Troll — Малкольм Мэллори, профессор английского языка / тролль Торок
- 1986 — Пришельцы с Марса / Invaders from Mars — Дроун (в титрах не указан)
- 1987 — Правосудие Стила[англ.] / Steele Justice — Дэн, бармен
- 1987 — Малыши из мусорного бачка / The Garbage Pail Kids Movie — Грег, кочегар
- 1988 — Уиллоу / Willow — Вонкар, воин
- 1988 — Фантазм 2 / Phantasm II — гном в капюшоне (в титрах не указан)
- 1988 — Воспоминания обо мне[англ.] / Memories of Me — Гораций Боско
- 1991 — Doors / Doors — человек на дне рождения (в титрах не указан)
- 1996 — Байки из склепа: Кровавый бордель / Bordello of Blood — Винсент Пратер
- 1997 — Содрогание[англ.] / The Creeps — Дракула
- 1998 — Сладкая Джейн[англ.] / Sweet Jane — Боб
- 1999 — Кровавые куклы[англ.] / Blood Dolls — Хилас
- 2005 — Земля мёртвых / Land of the Dead — Чихуахуа
- 2006 — Зловещий кальян[англ.] / Evil Bong — покровитель клуба

### Телевидение
- 1983, 1984 — Театр волшебных историй[англ.] / Faerie Tale Theatre — Бернард / жевун (в 2 выпусках)
- 1986 — ? / англ. Fuzzbucket — Фаззбакет («Ведро пуха»)
- 1987 — Сказки с тёмной стороны[англ.] / Tales from the Darkside — Яттеринг (в 1 эпизоде)
- 1987 — Тридцать-с-чем-то / Thirtysomething — «Тревога» (в 1 эпизоде)
- 1989 — Супермальчик[англ.] / Superboy — Чужой (в 1 эпизоде)
- 1990 — Квантовый скачок / Quantum Leap — Большой Мо (в 1 эпизоде)
- 1990 — Женаты… с детьми / Married… with Children — Чужой (в 1 эпизоде)
- 1991 — Санта-Барбара / Santa Barbara — Ло Дара (в 1 эпизоде)
- 1992 — Текила и Бонетти[англ.] / Tequila and Bonetti — Большой Эдди (в 1 эпизоде)
- 1992 — Отступник / Renegade — карлик Таг (в 1 эпизоде)
- 1993 — Байки из склепа / Tales from the Crypt — Эммет (в 1 эпизоде)
- 1993 — Страсти-мордасти во второй степени / Double, Double, Toil and Trouble — Оскар
- 1993, 1994 — Северная сторона / Northern Exposure — зелёный человечек (в 2 эпизодах)
- 1996, 1999 — Скользящие / Sliders — разные роли (в 2 эпизодах)
- 1997—2000 — Сабрина — маленькая ведьма / Sabrina, the Teenage Witch — Роланд (в 5 эпизодах)
- 1998 — Воссоединение семейки Аддамс / Addams Family Reunion — кузен Итт
- 1999 — Притворщик / The Pretender — швейцар (в 1 эпизоде)
- 2000 — Прикосновение ангела / Touched by an Angel — Лерой (в 1 эпизоде)
- 2000 — Крутой Уокер: Правосудие по-техасски / Walker, Texas Ranger — Большой Хэк (в 1 эпизоде)
- 2000 — Даддио[англ.] / Daddio — рождественский эльф (в 1 эпизоде)
- 2002 — Страсти / Passions — жевун в плаще (в 1 эпизоде)
- 2002 — C.S.I.: Место преступления / CSI: Crime Scene Investigation — Кевин Маркус (в 1 эпизоде)
- 2003 — 10-8: Офицеры на дежурстве[англ.] / 10-8: Officers on Duty — отец Брайана (в 1 эпизоде)

### Озвучивание
- 1985 — Чёрный котёл / The Black Cauldron — Ползун / Прихвостень
- 1996 — Король Лев: Тимон и Пумба / Timon & Pumbaa — разные роли (в 1 эпизоде)
- 1998 — Геркулес / Hercules — разные роли (в 2 эпизодах)
- 2004 — Полярный экспресс / The Polar Express — эльф

### Сразу-на-видео
- 1990 — Меридиан / Meridian: Kiss of the Beast — гном
- 1993 — Кукольник против демонических игрушек / Dollman vs. Demonic Toys — Рэй Вернон